# Smooth (Santana)
Smooth è un singolo del gruppo musicale statunitense Santana, pubblicato il 29 giugno 1999 come primo estratto dal diciottesimo album in studio Supernatural.

## Descrizione
Il brano, scritto da Rob Thomas e Itaal Shur e prodotto da Matt Serletic, ha visto la collaborazione vocale del cantante statunitense Rob Thomas, frontman dei Matchbox Twenty. Originariamente intitolato "Room 17", Thomas aveva pensato inizialmente di farla cantare a George Michael. Tuttavia Thomas registrò una demo per Santana, che consigliò a Thomas di cantare il brano egli stesso.

## Successo commerciale
Il brano divenne un enorme successo nel 1999, rimanendo per ben 12 settimane consecutive alla posizione numero uno della classifica Billboard Hot 100 negli Stati Uniti. Smooth raggiunse inoltre il primo posto delle classifiche in Canada, il terzo posto nel Regno Unito, il quarto in Australia e il nono in Austria e Irlanda.
Il brano riportò Carlos Santana in vetta alle classifiche dopo quasi trenta anni di assenza (il suo maggior successo precedente era stato Black Magic Woman, datato 1971).
In seguito, nella sua classifica dei 100 migliori brani mai entrati nella classifica Billboard Hot 100 (in occasione del 50º anniversario di quest'ultima), Billboard ha inserito Smooth alla posizione numero due, e l'ha inoltre definita "la canzone rock numero uno nella storia della classifica".

## Riconoscimenti
La canzone vinse tre Grammy Awards all'edizione del 2000, come disco dell'anno (riconoscimento assegnato all'album di provenienza della canzone, ossia Supernatural), come canzone dell'anno e come miglior collaborazione vocale pop.

## Nella cultura di massa
Smooth è presente nella colonna sonora del noto film sentimentale Love Actually - L'amore davvero, nel 2003.
Nel 2010 la cantante Miley Cyrus, nel telefilm Hannah Montana, ha fatto riferimento a Smooth nonché a Carlos Santana nella sua canzone Gonna Get This.
Inoltre, nell'estate del 2016, la canzone è diventata oggetto di diversi meme su Internet.

## Tracce
CD-Maxi
1. Smooth (Radio Edit) – 3:55
2. Smooth (Album Version) – 4:55
3. Smooth (Instrumental) – 4:55

CD-Single
1. Smooth (Radio Edit) – 3:55
2. Smooth (Album Version) – 4:55

## Classifiche

### Classifiche settimanali
| Chart (1999)           | Position     |
| ---------------------- | ------------ |
| Billboard Hot 100      | 1            |
| Top 40 Tracks          | 1            |
| Rhythmic Top 40        | 23           |
| Adult Top 40           | 1 (25 weeks) |
| Adult Contemporary     | 11           |
| Mainstream Rock Tracks | 10           |
| Modern Rock Tracks     | 24           |
| Svizzera               | 18           |
| Austria                | 9            |
| Francia                | 15           |
| Paesi Bassi            | 40           |
| Belgio                 | 30           |
| Finlandia              | 14           |
| Australia              | 4            |
| Nuova Zelanda          | 18           |

### Classifiche di tutti i tempi
| Classifica (1958-2021) | Posizione |
| ---------------------- | --------- |
| Stati Uniti            | 3         |